# Дире-Дауа
Дире-Дауа (амх. ድሬ ዳዋ) — місто в Ефіопії, одне з двох міст-регіонів країни. Населення (на 2008 рік) становить 607 321 особа. Є важливим індустріальним центром.

## Географія

### Клімат
Місто знаходиться у зоні, котра характеризується посушливим кліматом напівпустель. Найтепліший місяць — червень із середньою температурою 28.3 °C (83 °F). Найхолодніший місяць — січень, із середньою температурою 21.7 °С (71 °F).
| Клімат Дире-Дауа        | Клімат Дире-Дауа | Клімат Дире-Дауа | Клімат Дире-Дауа | Клімат Дире-Дауа | Клімат Дире-Дауа | Клімат Дире-Дауа | Клімат Дире-Дауа | Клімат Дире-Дауа | Клімат Дире-Дауа | Клімат Дире-Дауа | Клімат Дире-Дауа | Клімат Дире-Дауа | Клімат Дире-Дауа |
| Показник                | Січ.             | Лют.             | Бер.             | Квіт.            | Трав.            | Черв.            | Лип.             | Серп.            | Вер.             | Жовт.            | Лист.            | Груд.            | Рік              |
| Абсолютний максимум, °C | 38               | 42               | 42               | 37               | 38               | 38               | 37               | 37               | 37               | 37               | 36               | 37               | 42               |
| Середній максимум, °C   | 28               | 29               | 31               | 32               | 33               | 35               | 32               | 31               | 32               | 33               | 31               | 28               | 31               |
| Середня температура, °C | 21               | 22               | 24               | 25               | 26               | 28               | 25               | 24               | 25               | 25               | 23               | 22               | 24               |
| Середній мінімум, °C    | 15               | 15               | 18               | 19               | 20               | 21               | 18               | 17               | 18               | 17               | 15               | 16               | 17               |
| Абсолютний мінімум, °C  | 10               | 10               | 8                | 8                | 10               | 12               | 12               | 5                | 8                | 7                | 11               | 9                | 5                |
| Норма опадів, мм        | 20               | 40               | 50               | 80               | 10               | 30               | 80               | 160              | 70               | 10               | 0                | 0                | 610              |
| Днів з дощем            | 2                | 4                | 4                | 6                | 1                | 2                | 6                | 10               | 5                | 1                | 0                | 1                | 45               |
| Вологість повітря, %    | 66               | 69               | 65               | 64               | 58               | 56               | 59               | 62               | 60               | 57               | 62               | 62               | 62               |
| ----------------------- | ---------------- | ---------------- | ---------------- | ---------------- | ---------------- | ---------------- | ---------------- | ---------------- | ---------------- | ---------------- | ---------------- | ---------------- | ---------------- |
| Джерело: Weatherbase    |                  |                  |                  |                  |                  |                  |                  |                  |                  |                  |                  |                  |                  |

## Історія
Місто виникло 1902 року на місці поселення Аддис-Харар, у зв'язку із прокладанням Ефіопсько-Джибутійської залізниці. Через високогірне розташування сусіднього міста Харар залізниця пройшла спершу повз нього і лише 1928 року дійшла до нього.
Молоде місто швидко розвивалося завдяки першому губернатору Мерші Нахусенею (1850—1937). 1917 року Дире-Дауа було з'єднане залізницею із Аддис-Абебою.
Під час італійського вторгнення Муссоліні наказав піддати Аддис-Абебу і Дире-Дауа повітряним атакам. Після всіх основних битв війни, у Дире-Дауа було місцем розташування італійських військ. Окупація міста була більш-менш формальною, хоча бійці опору, відомі як Arbegnoch («патріоти») продовжували діяти протягом усього конфлікту.
Після відновлення Ефіопської імперії в 1941 році, Дире-Дауа був серед перших провінційних міст, щоб мали свій власний футбольний клуб. 1947 року їх команда «Taffari» взяла участь у серії ефіопської чемпіонату.
Ефіопська революція вплинула на місто у багатьох відношеннях. З березня 1974 року відбувалися заворушення. Шість чоловік були поранені, коли поліція відкрила вогонь по демонстрації залізничників і студентів 17 квітня 1974 року. Багато європейців, єменські араби, і індуси залишили Дире- Дауа; грецькі та вірменські церкви були закриті у зв'язку з скороченням числа вірян.
3 лютого 1975 року Дерг оголосив, що бавовняна Компанія Ефіопії є однією з 14 текстильних підприємств, що мали бути повністю націоналізовані. Цементний завод також пізніше було націоналізовано. У серпні 1976 року все керівництво місцевого відділення профспілки вчителів були звільнені за нібито антиреволюційну діяльності. Десять нових чиновників були призначені до нових виборів.
1998 року місто офіційно отримало статус міста-регіону.
Сьогодні місто є важливим промисловим та торговельним центром. У місті є підприємства з обслуговування залізничного транспорту, а також виробництво металовиробів. У 2007 році поряд з цементним заводом було засновано підприємство з виробництва бетонних шпал. У Дире-Дауа розташовані кілька готелів і один з найбільших ринків у Африці.

## Етнічний та релігійний склад
За етнічним складом місто населене 5 народами — оромо (45 %), сомалі (42 %), амхарці (9 %), гураге (3 %) та харарі (1 %).
Більшість населення сповідують іслам (70,8 %) та православ'я (25,71 %).